# UB40
UB40 é uma banda britânica com influências do reggae e pop, formada em 1978, na cidade de Birmingham.

## História
O grupo surgiu em 1978 numa fila de Seguro Social Britânico e extraiu o seu nome de um impresso do fundo de desemprego, designado por Unemployment Benefit 40 (Benifício de Desemprego). Sua formação multi-racial reflete o meio de onde emergiram os seus membros. Formado pelos irmãos Ali (voz e guitarra) e Robin Campbell (guitarra), Earl Falconer (baixo), Mickey Virtue (teclados), Brian Travers (saxofone), Jim Brown (bateria) e Norman Hassan (percussão), o UB40 popularizou ritmos jamaicanos entre os ingleses brancos de classe operária, agregando um forte caráter político-social. Ali Campbell abandonou o UB40 em 2009, depois de 30 anos como vocalista da banda britânica. Seguiu carreira solo desde então, mas acabou voltando ao grupo em 2014. Nesse intervalo entre 2009 e 2014 seu outro irmão, Duncan Campbell assumiu os vocais do UB40.